# Sant Martí de Vilaverd
Sant Martí de Vilaverd és l'església parroquial de Vilaverd (Conca de Barberà) protegida com a bé cultural d'interès local.

## Descripció
És de planta de creu llatina. Mesura 25 m de llargada, 5 m d'amplada i 13 m de creuer. La porta de la façana és de mig punt i les dovelles estan emmarcades en una pestanya. Al damunt seu s'obre un ull de bou. A la part dreta s'alça l'espadanya amb dos finestrons per a les campanes, la qual és de grans proporcions. Té una sola nau amb capelles laterals, la capçalera és plana i creuer. Junt a la capçalera hi ha dues habitacions. El cor s'aixeca als peus, sota una arcada. La nau es divideix amb quatre trams, separats per arcs apuntats.

## Història
El conjunt és obra del segle xii, la qual cosa és esmentada a la butlla del Papa Celestí III i els afegits seran fets al segle xiv, a partir de l'any 1619.